# Milneria minima
Milneria minima ist eine Muschel-Art aus der Familie der Trapezmuscheln (Carditidae). Die Art ist schon aus dem Pliozän belegt.

## Merkmale
Das gleichklappige Gehäuse ist sehr klein (bis 8 mm Länge). Es ist im Umriss annähernd trapezoidal, und stark ungleichseitig. Der hintere Gehäuseteil ist stark verlängert, die senkrecht zur Längsachse des Gehäuses eingerollten Wirbel sitzen daher deutlich vor der Mittellinie. Der hintere Dorsalrand ist lang und gerade, der vordere Dorsalrand ist gerade bis leicht konkav, jedoch nur etwa halb so lang wie der hintere Dorsalrand. Der Hinterrand ist weit gewölbt. Der Ventralrand ist bei den Weibchen konkav, bei den Männchen gerade. Der Vorderrand ist nur sehr kurz. Die Lunula ist breit, die Area dagegen schmal und lanzettlich. Das Ligament sitzt hinter dem Wirbel. In der linken Klappe sitzt ein Lambda-förmiger Hauptzahn bzw. zwei divergierende Hauptzähne. In der rechten Klappe ist ein kräftiger vorderer Hauptzahn und ein schlanker hinterer Hauptzahn, die zueinander divergieren sowie ein sehr kleiner vorderer Hauptzahn. Außerdem ist eine seichte Grube im hinteren Dorsalrand vorhanden, die in der linken Klappe fehlt. Seitenzähne fehlen mit Ausnahme eines sehr kleinen hinteren Seitenzahnes in der linken Klappe.
Die weißliche Schale ist dick und fest. Die Ornamentierung besteht aus vier kräftigen radialen Rippen im hinteren Gehäuseteil, die von zahlreichen, schwächeren, randparallelen Rippen gekreuzt werden. An den Kreuzungsstellen sind die randparallelen Rippen schuppig vergrößert. Im vorderen Gehäuseteil können schwache radiale Streifen auftreten, schwächer als die randparallelen Rippen. Der innere Gehäuserand ist gekerbt. Das Periostracum ist hellbraun.

## Geographische Verbreitung und Lebensraum
Das Verbreitungsgebiet reicht an der nordamerikanischen Pazifikküste von Sartine Island (Scott Islands), nordwestlich von Vancouver Island, British Columbia (50.8° N) bis in den Süden von Niederkalifornien (bei 25° N).
Die Tiere leben vom tieferen Gezeitenbereich bis in ca. 80 Meter Wassertiefe. Sie bauen Byssusnester zwischen Steinen oder unter größeren Schalen, bzw. sind fest mit Byssusfäden an Hartsubstrat befestigt.

## Taxonomie
Die Art wurde 1871 von William Healey Dall unter dem Binomen Ceropsis minima erstmals beschrieben. Es ist die Typusart der gleichzeitig aufgestellten Untergattung Ceropsis Dall, 1871. Dieser Name ist jedoch präokkupiert und wurde 1881 von Dall durch den Namen Milneria ersetzt. Die Art ist somit auch die Typusart von Milneria Dall, 1881. Die Art ist allgemein als gültiges Taxon anerkannt.

## Belege